# Boraszyce Wielkie
Boraszyce Wielkie est une localité polonaise de la gmina de Wińsko, située dans le powiat de Wołów en voïvodie de Basse-Silésie.